# The Real Has Come!
The Real Has Come! (en hangul, 진짜가 나타났다!) es una serie de televisión surcoreana dirigida por Han Joon-seo y protagonizada por Ahn Jae-hyun, Baek Jin-hee, Kim Sa-kwon, Cha Joo-young y Jung Eui-jae. Se emite por el canal KBS2 desde el 25 de marzo hasta el 10 de septiembre de 2023, los sábados y domingos a las 19:55 (hora local coreana).

## Sinopsis
Es una serie familiar que se centra en el embarazo, el parto y la crianza de los hijos. Oh Yeon-doo es una mujer embarazada que se ha separado del padre de su bebé y  Gong Tae-kyung, un hombre soltero que firma un contrato con ella por el que finge ser el padre; la relación entre ambos los lleva al romance. Los otros personajes son una pareja infértil de 40 años que intentaba obtener una donación de esperma, una pareja de 30 años de la que ella descubrió que estaba embarazada, un joven de unos veinte años que cría a una hija de siete años, mujeres en la veintena que se enfrentan a una crianza que han estado evitando, y madres, padres y abuelas que aprenden sobre su situación.
A través de los valores y dilemas de cada generación y género, se aborda la realidad del embarazo, el parto y la crianza en nuestra época, y se quiere representar el proceso de convertirse en una familia real a partir de la aparición inesperada de lo real. Lo «real» del título se refiere al niño por nacer en torno al cual se forma esa familia.

## Reparto

### Principal
- Ahn Jae-hyun como Gong Tae-kyung / Lee Tae-kyung, un obstetra y ginecólogo altamente calificado especializado en clínicas de infertilidad. El tercer hijo de una rica familia chaebol.[4][5]
- Baek Jin-hee como Oh Yeon-doo, profesora de lengua coreana, que es una estrella en el mundo de las conferencias en línea. Tiene una mentalidad positiva única, lo que le da tenacidad y capacidad para sobrevivir al más alto nivel.[6]
- Cha Joo-young como Jang Se-jin, amiga de la infancia de Tae-kyung y jefa de personal del Grupo NX. Tiene una capacidad de trabajo sobresaliente y ayuda al presidente, también cuenta con la confianza de la familia del presidente.[7]
- Jung Eui-jae como Kim Joon-ha, el exnovio de Yeon-doo, un experto en inversiones. El padre biológico de Ha-neul, la bebé que espera Yeon-doo.[8][9]
- Choi Ja-hye como Gong Ji-myung, hermana mayor de Tae-kyung. Es directora general de la empresa de su padre y está casada con el sénior de la facultad de medicina de su hermano, Cha Hyun-woo.[10]
- Kim Sa-kwon como Cha Hyun-woo, jefe de obstetricia y ginecología y esposo de Ji-myung.[11]

### Secundario

#### Allegados a Yeon-doo
- Kim Hye-ok como Kang Bong-nim, la madre de Yeon-doo, que se preocupa profundamente por sus hijos.[1][12]
- Ryu Jin como Kang Dae-sang, tío materno de Yeon-doo, hermano menor de Bong-nim.[1][13]
- Choi Yoon-jae como Oh Dong-wook, el hermano menor de Yeon-doo, un padre soltero, que está criando a una hija solo después de convertirse en padre a la edad de 18 años.[14]
- Jung Seo-yeon como Oh Soo-kyum, sobrina de Yeon-doo e hija de Dong-wook.

#### Allegados a Tae-kyung
- Kang Boo-ja como Eun Geum-shil, abuelastra de Tae-kyung, madre del presidente corporativo Gong Chan-shik.[15]
- Hong Yo-seop como Gong Chan-shik, presidente corporativo de NX Group, padrastro de Tae-kyung.[16]
  - Sunwoo Jae-deok como Chan-shik (desde el episodio 17).[17]
- Cha Hwa-yeon como Lee In-ok, esposa de Chan-shik y madre de Tae-kyung.[14]
- Choi Dae-chul como Gong Cheon-myung, hermano mayor de Tae-kyung, director gerente del equipo de finanzas de NX Group.[14]
- Yoon Joo-hee como Yeom Soo-jung, esposa de Cheon-myung. Viene de una familia poderosa y hasta su suegra la mima.
- Yoo Jae-yi como Gong Yoo-myung, hermana menor de Tae-kyung.[14]

#### Allegados a Se-jin
- Kim Chang-wan como Jang Ho, padre de Se-jin, persona muy compasiva y recta.[12]
- Lee Kan-hee como Joo Hwa-ja, la madre de Se-jin, a quien le encanta ser el centro de la atención y es propensa a la vanidad y la extravagancia.

#### Otros
- Sung Hyuk como Yeon Sang-hoon.[18]
- Yoon Ah-jung como Han Mi-yeon, una farmacéutica.[19]
- Jung So-young como Sunwoo Hee, el primer amor de Dae-sang.[20]
- Min Chae-eun como Song Song-yi, la madre de Soo-kyum y propietaria de un café en Joy Entertainment.[21]

### Apariciones especiales
- Cha Min-ji como Jin Soo-ji, locutora, exnovia de Tae-kyung (ep. 1).[22]

## Producción
El 9 de febrero de 2023 se publicaron imágenes de la primera lectura del guion.
La serie se presentó el 22 de marzo de 2023 en el hotel Ramada Seoul Sindorim de Seúl. Durante la misma el director Han Joo-seo comentó que la multiplicación de ofertas para el espectador hace que un índice del 30 % sea un resultado increíble, lo que justifica la caída en las audiencias de las series de KBS.
En principio, para el papel del protagonista masculino Tae-kyung había sido seleccionado Kwak Si-yang, pero este se retiró el 21 de diciembre de 2022 debido a problemas de agenda, ya que estaba rodando también una película. Fue reemplazado por Ahn Jae-hyun, para el que la serie supone la vuelta a la televisión cuatro años después de Love with Flaws. Para Baek Jin-hee, son asimismo cuatro años lejos de televisión desde  Feel Good to Die si no se consideran algunos cameos. Por último, también Choi Ja-hye vuelve a tres años desu última aparición en Birthcare Center.
El actor Hong Yo-seop abandonó el reparto después del episodio n.º 15, según él mismo por motivos de salud. Había estado alejado de la televisión durante seis años. Fue sustituido por Seonwoo Jae-deok en el papel de Gong Chan-sik.

## Banda sonora original
| Parte | Fecha de publicación                                                                | Título                                                                              | Letra                                                                               | Música                                                                              | Artista                                                                             | Dur.                                                                                | Ref.                                                                                |
| ----- | ----------------------------------------------------------------------------------- | ----------------------------------------------------------------------------------- | ----------------------------------------------------------------------------------- | ----------------------------------------------------------------------------------- | ----------------------------------------------------------------------------------- | ----------------------------------------------------------------------------------- | ----------------------------------------------------------------------------------- |
| 1     | 25 de marzo de 2023                                                                 | 그대 발길 머무는 곳에 («Donde se paran tus pies»)                                   | Ha Ji-young                                                                         | Lee Ho-jun                                                                          | Kim Hee-jae                                                                         | 3:27                                                                                | [ 26 ]                                                                              |
| 2     | 20 de mayo de 2023                                                                  | 으라차차 («Eulachacha»)                                                             | Nautilus, New York King                                                             | Nautilus, New York King                                                             | Nautilus                                                                            | 3:47                                                                                | [ 27 ]                                                                              |
| 3     | 1 de julio de 2023                                                                  | 그대와의 노래 («Canción contigo»)                                                   | Do It                                                                               | Do It                                                                               | Yeongyeongi                                                                         | 3:12                                                                                | [ 28 ]                                                                              |
| Notas | Las canciones de la banda sonora tienen una versión instrumental de igual duración. | Las canciones de la banda sonora tienen una versión instrumental de igual duración. | Las canciones de la banda sonora tienen una versión instrumental de igual duración. | Las canciones de la banda sonora tienen una versión instrumental de igual duración. | Las canciones de la banda sonora tienen una versión instrumental de igual duración. | Las canciones de la banda sonora tienen una versión instrumental de igual duración. | Las canciones de la banda sonora tienen una versión instrumental de igual duración. |

## Audiencia
El estreno de la serie registró una audiencia nacional del 17,7 %, lo que supone 2,8 puntos menos que el primer episodio de la serie de fin de semana que la precedió, Three Bold Siblings. El dato confirma la tendencia descendente para este tipo de producto televisivo ofrecido por KBS, que tiene cada vez más dificultades para superar la barrera del 20 %.
| Temporada | Temporada | Episodio número | Episodio número | Episodio número | Episodio número | Episodio número | Episodio número | Episodio número | Episodio número | Episodio número | Episodio número |
| Temporada | Temporada | 1               | 2               | 3               | 4               | 5               | 6               | 7               | 8               | 9               | 10              |
| --------- | --------- | --------------- | --------------- | --------------- | --------------- | --------------- | --------------- | --------------- | --------------- | --------------- | --------------- |
|           | 1         | 3.150           | 3.776           | 3.104           | 3.423           | 2.846           | 3.558           | 3.115           | 3.818           | 3.489           | 4.058           |
|           | 2         | 3.612           | 3.541           | 3.304           | 3.701           | 3.061           | 3.477           | 3.037           | 3.503           | 3.306           | 3.664           |
|           | 3         | 3.271           | 3.422           | 3.243           | 3.695           | 3.036           | 3.595           | 3.100           | 3.856           | 3.114           | 3.655           |
|           | 4         | 3.190           | 3.910           | 3.501           | 3.972           | 3.689           | 4.200           | 3.524           | 3.949           | 3.613           | 4.186           |
|           | 5         | 3.668           | 4.216           | 3.627           | 4.002           | 3.572           | 4.201           | 3.987           | 4.330           | 3.602           | 4.268           |

| Ep. | Fecha de emisión         | Índices de audiencia | Índices de audiencia | Índices de audiencia |
| Ep. | Fecha de emisión         | Nielsen Corea        | Nielsen Corea        | TNmS                 |
| Ep. | Fecha de emisión         | Nacional             | Seúl                 | Nacional             |
| --- | ------------------------ | -------------------- | -------------------- | -------------------- |
| 1 | 25 de marzo de 2023      | 17,7 % (1.ª)         | 16,3 % (2.ª)         | 13,7 % (1.ª)         |
| 2 | 26 de marzo de 2023      | 20,8 % (1.ª)         | 18,8 % (1.ª)         | 17,1 % (1.ª)         |
| 3 | 1 de abril de 2023       | 18,1 % (2.ª)         | 16,4 % (2.ª)         | 12,9 % (2.ª)         |
| 4 | 2 de abril de 2023       | 19,5 % (1.ª)         | 17,9 % (1.ª)         | 16,6 % (1.ª)         |
| 5 | 8 de abril de 2023       | 16,5 % (2.ª)         | 15,3 % (2.ª)         | 13,5 % (2.ª)         |
| 6 | 9 de abril de 2023       | 20,1 % (1.ª)         | 18,1 % (1.ª)         | 17,3 % (1.ª)         |
| 7 | 15 de abril de 2023      | 18,3 % (2.ª)         | 16,3 % (2.ª)         | ND                   |
| 8 | 16 de abril de 2023      | 21,7 % (1.ª)         | 19,2 % (1.ª)         | 17,9 % (1.ª)         |
| 9 | 22 de abril de 2023      | 20,1 % (1.ª)         | 19,0 % (1.ª)         | ND                   |
| 10 | 23 de abril de 2023      | 23,1 % (1.ª)         | 21,7 % (1.ª)         | 18,1 % (1.ª)         |
| 11 | 29 de abril de 2023      | 20,5 % (1.ª)         | 18,7 % (1.ª)         | 15,2 % (1.ª)         |
| 12 | 30 de abril de 2023      | 19,6 % (1.ª)         | 17,7 % (1.ª)         | 16,3 % (1.ª)         |
| 13 | 6 de mayo de 2023        | 19,1 % (1.ª)         | 17,5 % (1.ª)         | ND                   |
| 14 | 7 de mayo de 2023        | 20,4 % (1.ª)         | 18,7 % (1.ª)         | 17,2 % (1.ª)         |
| 15 | 13 de mayo de 2023       | 17,6 % (1.ª)         | 15,7 % (1.ª)         | 14,7 % (1.ª)         |
| 16 | 14 de mayo de 2023       | 20,0 % (1.ª)         | 18,5 % (1.ª)         | 17,3 % (1.ª)         |
| 17 | 20 de mayo de 2023       | 17,4 % (1.ª)         | 16,6 % (1.ª)         | 14,2 % (1.ª)         |
| 18 | 21 de mayo de 2023       | 19,8 % (1.ª)         | 18,4 % (1.ª)         | 16,5 % (1.ª)         |
| 19 | 27 de mayo de 2023       | 18,8 % (1.ª)         | 18,6 % (1.ª)         | ND                   |
| 20 | 28 de mayo de 2023       | 20,2 % (1.ª)         | 18,9 % (1.ª)         | 16,5 % (1.ª)         |
| 21 | 3 de junio de 2023       | 19,0 % (1.ª)         | 17,8 % (1.ª)         | ND                   |
| 22 | 4 de junio de 2023       | 20,1 % (1.ª)         | 18,9 % (1.ª)         | 19,5 % (1.ª)         |
| 23 | 10 de junio de 2023      | 19,4 % (1.ª)         | 18,0 % (1.ª)         | ND                   |
| 24 | 11 de junio de 2023      | 21,0 % (1.ª)         | 19,7 % (1.ª)         | 17,4 % (1.ª)         |
| 25 | 17 de junio de 2023      | 18,1 % (1.ª)         | 16,6 % (2.ª)         | 15,3 % (1.ª)         |
| 26 | 18 de junio de 2023      | 20,2 % (1.ª)         | 18,8 % (1.ª)         | 16,0 % (1.ª)         |
| 27 | 24 de junio de 2023      | 18,1 % (1.ª)         | 16,6 % (1.ª)         | ND                   |
| 28 | 25 de junio de 2023      | 21,7 % (1.ª)         | 19,8 % (1.ª)         | 16,4 % (1.ª)         |
| 29 | 1 de julio de 2023       | 18,1 % (1.ª)         | 17,3 % (1.ª)         | 13,7 % (1.ª)         |
| 30 | 2 de julio de 2023       | 21,0 % (1.ª)         | 19,5 % (1.ª)         | 15,5 % (1.ª)         |
| 31 | 8 de julio de 2023       | 18,2 % (1.ª)         | 17,0 % (1.ª)         | 14,4 % (1.ª)         |
| 32 | 9 de julio de 2023       | 21,5 % (1.ª)         | 20,5 % (1.ª)         | 17,1 % (1.ª)         |
| 33 | 15 de julio de 2023      | 20,6 % (1.ª)         | 19,5 % (1.ª)         | 15,6 % (1.ª)         |
| 34 | 16 de julio de 2023      | 22,7 % (1.ª)         | 21,3 % (1.ª)         | 17,8 % (1.ª)         |
| 35 | 22 de julio de 2023      | 21,7 % (1.ª)         | 20,5 % (1.ª)         | 16,9 % (1.ª)         |
| 36 | 23 de julio de 2023      | 23,9 % (1.ª)         | 22,4 % (1.ª)         | 18,8 % (1.ª)         |
| 37 | 29 de julio de 2023      | 20,6 % (1.ª)         | 19,9 % (1.ª)         | 14,7 % (1.ª)         |
| 38 | 30 de julio de 2023      | 22,8 % (1.ª)         | 21,5 % (1.ª)         | 18,4 % (1.ª)         |
| 39 | 5 de agosto de 2023      | 21,2 % (1.ª)         | 19,9 % (1.ª)         | ND                   |
| 40 | 6 de agosto de 2023      | 22,8 % (1.ª)         | 21,5 % (1.ª)         | ND                   |
| 41 | 12 de agosto de 2023     | 20,5% (1.ª)          | 18,5 % (1.ª)         | 15,5 % (1.ª)         |
| 42 | 13 de agosto de 2023     | 23,8 % (1.ª)         | 21,5 % (1.ª)         | 19,4 % (1.ª)         |
| 43 | 19 de agosto de 2023     | 20,9 % (1.ª)         | 19,4 % (1.ª)         | ND                   |
| 44 | 20 de agosto de 2023     | 22,0 % (1.ª)         | 20,0 % (1.ª)         | 18,0 % (1.ª)         |
| 45 | 26 de agosto de 2023     | 21,0 % (1.ª)         | 19,7 % (1.ª)         | ND                   |
| 46 | 27 de agosto de 2023     | 23,3 % (1.ª)         | 21,8 % (1.ª)         | 19,3 % (1.ª)         |
| 47 | 2 de septiembre de 2023  | 22,7 % (1.ª)         | 20,5 % (1.ª)         | ND                   |
| 48 | 3 de septiembre de 2023  | 23,6 % (1.ª)         | 21,4 % (1.ª)         | 18,8 % (1.ª)         |
| 49 | 9 de septiembre de 2023  | 20,9 % (1.ª)         | 19,1 % (1.ª)         | ND                   |
| 50 | 10 de septiembre de 2023 | 22,9 % (1.ª)         | 20,4 % (1.ª)         | 19,7 % (1.ª)         |
| Promedio | Promedio                 | 20.5%                | 19.0%                | –*                   |
| - En la tabla anterior, los números azules destacan los índices más bajos y los números rojos los más altos. - ND indica que se desconoce el dato. - (*) Se desconoce el promedio exacto porque no se publicaron los datos de todos los episodios. |                          |                      |                      |                      |